# N16 (Guinea)
Die N16 ist eine Fernstraße in Guinea, die in Guéckédou an der Ausfahrt der N1 beginnt und in Nongoa vor dem Fluss Guinee endet. Sie ist 26,2 Kilometer lang.